# دائرة سقانة
دائرة سقانـة هي إحدى دوائر ولاية بريكة الجزائرية.